# Iryna Vilde
Iryna Vilde (en ucraniano: Ірина Вільде) fue el seudónimo de Daryna Dmytrivna Polotniuk (en ucraniano: Дарина Дмитрівна Полотнюк; 5 de mayo de 1907, Chernivtsi – 30 de octubre de 1982, Leópolis), una escritora y corresponsal ucraniana y soviética. Las obras de Vilde ahora se consideran clásicos de la literatura ucraniana.

## Vida
Vilde nació Daryna Makohon el 5 de mayo de 1907 en Chernivtsi, Austria-Hungría. Su padre era Dmytro Makohon, maestra de escuela y escritora. Su madre era Adolphina Janiszewska, maestra. En 1932, se graduó de la Universidad de Juan II Casimiro (hoy Universidad de Leópolis). Hasta 1939 trabajó para la revista «Zhinocha Dolia» (El Destino de la Mujer) en Kolomyia. Vilde estaba casada con Yevhen Polotniuk quien, en 1943, fue ejecutado por la Gestapo. Con Polotniuk tuvo dos hijos. Vilde murió después de una larga enfermedad el 30 de octubre de 1982 y fue enterrada en el cementerio de Lychakiv en Leópolis. Ella fue puesta en la lista de la UNESCO de personas conocidas del siglo XX.

## Creatividad literaria
De 1930 a 1939, publicó una serie de cuentos y novelas sobre la vida de la intelligentsia, la pequeña burguesía y los estudiantes en Ucrania occidental. El primer cuento del joven escritor, «Povist Zyttia» (Historia de Vida), apareció impreso en 1930. En 1935-6, publicó la novela «Metelyky na Shpyl'kakh» (Mariposas Clavadas) bajo el seudónimo de Iryna Vilde. Centrándose en la familia en la sociedad, sus obras contienen un gran número de personajes de todas las esferas públicas de Galitzia, incluyendo el clero, los trabajadores, los campesinos y la pequeña burguesía. Sus escritos también contienen información sobre las actividades de varios partidos y organizaciones públicas, la política de la administración polaca, la economía, la educación y la cultura. Entre ellos se encuentran la antología de cuentos «Khymerne sertse» (El corazón caprichoso, 1936), la novela corta «B'ie Vos'ma» (El Reloj Marca Ocho, 1936), y el cuento «Povnolitni Dity» (Niños Adultos, 1939).
Su obra más célebre de posguerra es la novela en dos volúmenes, «Sestry Richynski» (Las hermanas Richynsky, 1958 y 1964). Otros cuentos de posguerra incluyen: 
- «Nashi bat'ky roziishlysia» (Nuestros Padres se han Separado, 1946)
- «Iii portret» (Su Retrato 1948)
- «Stezhynamy zhyttia» (A lo largo de los Caminos de la Vida, 1949)
- «Ti z Kowalskoi» (Los de Kowalska, 1947)
- «Iabluni zatsvily vdruhe» (Los Manzanos han Florecido de Nuevo, 1949)
- «Povisti ta opovidannia» (Cuentos e Historias, 1949)
- «Zhyttia til'ky pochynaiet'sia» (La Vida Apenas Comienza, 1961)
- «Troiandy i ternia» (Rosas y Espinas, 1961)

Miembro de la Unión de Escritores Soviéticos, Vilde escribió: «Para alcanzar la inmortalidad, una persona debe aprobar dos exámenes: uno frente a sus contemporáneos, el segundo antes de la historia.»

## Premios y distinciones
Vilde ha sido galardonado con los premios literarios que llevan el nombre de Iván Frankó y Tarás Shevchenko. En 1965, fue galardonada con la Orden de la Insignia de Honor.